# Arthur megye
Arthur megye az Amerikai Egyesült Államokban, azon belül Nebraska államban található. Megyeszékhelye Arthur, mely egyben a megye legnagyobb városa is. Lakosainak száma 434 fő (2020. április 1.). Arthur megye Grant, Keith, Garden, Hooker és McPherson megyékkel határos.

## Népesség
A megye népességének változása:
| Lakosok száma | 465  | 467  | 478  | 458  | 456  | 434  |
|               | 2010 | 2011 | 2012 | 2013 | 2015 | 2020 |